# To agut
Els tons aguts són els que componen la gamma de freqüències altes de l'espectre audible. És a dir, del total d'audiofreqüències que l'orella humana és capaç de captar, les quals van dels 20 als 20.000 Hertz, els tons aguts comprenen l'interval format entre els 5.000 i 20.000 Hertz.
En música vocal, la tessitura de soprano (emprant el sistema de notació científica) va aproximadament des del "DO central" (C₄ = 261 Hz) al "LA agut" (A₅ =880 Hz) en música coral, o fins al "DO soprano" (C₆, dues octaves per damunt del DO central, =1046 Hz) o més en el gènere operístic.
El terme tiple s'empra de vegades per referir-se a la tessitura de soprano. Procedeix del mot llatí medieval triplum que, en els motets dels segles xiii i xiv, fou emprat per a referir-se al tercer registre —la tercera veu— de notes cantades. D'acord amb la línia doctrinal paulina, contrària a la participació femenina en la litúrgia, el triplum era cantat per nois. Sonava per damunt del tenor, que contenia la melodia, i del contralt.